# Cagaster
Cagaster (japonsky 虫籠のカガステル, Mušikago no Kagasuteru) je japonská seinen manga o sedmi svazcích, jejíž autorkou je Kačó Hašimoto. Manga původně vycházela nezávisle v letech 2005 až 2013 na webových stránkách autorky, přičemž v roce 2014 ji začalo vydávat francouzské nakladatelství Glénat a o rok později japonské nakladatelství Tokuma Šoten. V Česku mangu vydalo nakladatelství Zanir jako svůj první manga titul.
Dne 6. února 2020 pak v produkci Netflixu vyšla první řada o 12 dílech anime seriálu Cagaster of an Insect Cage.